# HRSG
HRSG (ang. Heat recovery steam generator) je izmenjevalnik toplote, ki uporablja toploto vročih izpušnih plinov za generiranje pare. Ta para se lahko uporablja za pogon parne turbine - plinsko parno postrojenje ali pa za proizvodnjo toplote (kogeneracija).

## Uporaba
- V plinsko parnih elektrarnah
- Za razsoljevanje
- Na velikih ladjah npr. Emma Maersk